# Société en droit français
Pour les articles homonymes, voir Société.
La société en droit français peut, selon le type de société, être instituée par acte unilatéral ou par contrat par une ou plusieurs personnes. Ainsi, une société à responsabilité limitée (SARL) peut aussi être unipersonnelle, c'est-à-dire constituée d'une seule personne (EURL). Il en va de même pour une société par actions simplifiée unipersonnelle (SASU). Il s'agit d'abord d'un contrat qui peut être une personne morale ou non (les sociétés en participation ainsi que les sociétés créées de fait ne sont pas des personnes morales), selon qu'elle est immatriculée ou non au registre du commerce et des sociétés. Elle s'oppose traditionnellement à la communauté en ce qu'elle est formée par une décision de ses membres et que ceux-ci n'y sont engagés que dans la limite de leur volonté et non par le simple effet de la loi. Présentant la société comme une convention, définie en son article 1832, le Code civil   de 1804 a longtemps exigé une pluralité d'associés :
« La société est instituée par deux ou plusieurs personnes qui conviennent par un contrat d'affecter à une entreprise commune des biens ou leur industrie en vue de partager le bénéfice ou de profiter de l'économie qui pourra en résulter.

Elle peut être instituée, dans les cas prévus par la loi, par l'acte de volonté d'une seule personne.

Les associés s'engagent à contribuer aux pertes. »
— Code civil français, article 1832
Depuis la loi du 11 juillet 1985, «dans les cas prévus par la loi», la société peut être instituée par l'acte de volonté d'une seule personne. Cette innovation est limitée aux trois cas prévus à l'heure actuelle par la loi, l'entreprise unipersonnelle à responsabilité limitée, l'entreprise agricole à responsabilité limitée et la Société par actions simplifiée unipersonnelle.

## Définition
Une société se définit par son objet (l'activité qui y sera exercée), ses membres (appelés associés) et par les moyens mis en commun (l'actif). Elle est formée par la rédaction et la ratification d'une convention qui lui donne un nom propre, un domicile, une nationalité, un patrimoine représenté par des parts ou une action, une durée de vie (99 ans maximum mais renouvelables) et un objet social. Lorsque ces informations ont été déposées au greffe d'une juridiction publique, enregistrée sous un matricule et publiées, elle acquiert une personnalité juridique lui permettant de faire en son propre nom et pour son compte tous les actes juridiques d'une personne juridique (ouvrir un compte bancaire, acheter, vendre, louer, engager des salariés, cautionner, ester en justice, etc.) dont le dirigeant est en quelque sorte le tuteur (plus exactement le mandataire des autres associés). Celui-ci doit tenir une comptabilité de toutes ses activités, arrêter et publier son bilan chaque année au greffe où elle est immatriculée et déclarer ses bénéfices et ses pertes. Si l'on s'attache aux risques encourus par les associés, on distingue deux types de sociétés selon que les associés sont responsables indéfiniment des dettes ou des pertes sur leurs biens personnels, ou qu'ils ne sont responsables qu'à concurrence des sommes qu'ils y ont engagées : on parle alors respectivement de sociétés à risque illimité (SNC, sociétés civiles) et de sociétés à risque limité (SARL, SA, SAS).
La société doit être distinguée d'autres formes sociétales comme l'association, la mutuelle ou la communauté (copropriété, mariage) dont le but n'est pas de faire un bénéfice et de se le partager.
Une société a toujours une vocation économique (procurer des biens et services payants, créer du bénéfice ou des économies, et se les partager), mais pas nécessairement marchande: contrairement aux sociétés qui sont enregistrées au greffe du Tribunal de commerce (Registre du commerce) parce que leur activité est commerciale, il existe une multitude de sociétés dont l'activité est purement civile et dont l'inscription se fait auprès du greffe du Tribunal de grande instance ou d'un Ordre professionnel (tableau de l'ordre). Pour les associations, l'immatriculation se fait à la préfecture.
Les membres d'une société, qu'on désigne sous le terme d'associés, sont les personnes physiques ou morales qui possèdent au moins une part du capital. Ils prennent part à sa gestion et participent aux bénéfices et aux pertes. Ils peuvent être aussi par ailleurs des salariés, des clients ou des fournisseurs de celle-ci.

## Types

### Sociétés commerciales
Ces sociétés sont soumises au droit commercial/des affaires et relèvent du Code de Commerce.
- Société anonyme (SA), qui peut avoir la forme d'une société coopérative et participative (SCOP) ou d'une société d'économie mixte (SEM) ;
- Société par actions simplifiée (SAS), qui peut également avoir la forme d'une société coopérative et participative (SCOP)[3] ;
- Société par actions simplifiée unipersonnelle (SASU) ;
- Société à responsabilité limitée (SARL), qui peut également avoir la forme d'une SCOP ou d'une Société d'économie mixte ;
- Entreprise unipersonnelle à responsabilité limitée, (EURL) (SARL unipersonnelle) ;
- Société en commandite simple[4] (SCS) ;
- Société en commandite par actions (SCA) ;
- Société en nom collectif (SNC) ;
- Société anonyme sportive professionnelle (SASP) ;
- Société européenne (SE) ;

### Sociétés civiles
Pour les articles homonymes, voir société civile.
Toutes les sociétés non commerciales sont civiles. Ces sociétés sont soumises au droit civil.
- Sociétés civiles patrimoniales
  - la plus connue étant la Société civile immobilière (SCI)
  - Société civile de portefeuille pour gérer des valeurs mobilières
- Sociétés civiles agricoles :
  - Groupement agricole d'exploitation en commun (GAEC)
  - Société civile d'exploitation agricole (SCEA)
  - Groupement foncier agricole (GFA), Groupement foncier rural, Groupement forestier, etc.
  - Exploitation agricole à responsabilité limitée (EARL)
- Société civile professionnelle (SCP),
- Société civile de moyens (SCM),
- Société d'exercice libéral (SEL),
- société d'exercice libéral à responsabilité limitée (SELARL), société d'exercice libéral unipersonnelle à responsabilité limitée (SELURL)

Ces cinq dernières regroupent des membres de professions libérales réglementées (experts-comptables, médecins, avocats, etc.) pour leur permettre d'exercer en commun et de partager les frais de locaux et de structure (partage d'un secrétariat, par exemple).
- Société de perception et de répartition des droits
- Société en participation (SEP)

### Sociétés coopératives
- Société coopérative et participative (SCOP)
- Société coopérative d'intérêt collectif (SCIC)
- Société d'intérêt collectif agricole (SICA)

Ces sociétés peuvent être soit des SARL, soit des SA
- Société coopérative agricole (SCA)

Les Sociétés coopératives agricoles sont des sociétés Sui generis, c'est-à-dire ni des sociétés civiles, ni des sociétés commerciales

### Autres formes sociétales de droit privé
- Société mutuelle (d'assurance ou de banque);
- Syndicat professionnel
- Copropriété
- Mariage
- Société de fait

### Autres formes sociétales de droit public
- Syndicat intercommunal
- Ordre professionnel

## Exemple de caractéristiques de différents types de sociétés
| SNC | SCS | SARL | SA | SAS | SCA |
| --- | --- | --- | --- | --- | --- |
| - Capital social : pas de minimum - Nombre d’associés : 2 minimum - Responsabilité des associés : indéfinie et solidaire - Nature des droits sociaux : parts sociales - Conditions de cession des droits sociaux : à l'unanimité - Direction de la société : gérants - tous associés | - Capital social : pas de minimum - Nombre d’associés : 2 minimum - Responsabilité des associés : indéfinie et solidaire pour les commandités, à hauteur de leurs apports pour les commanditaires - Nature des droits sociaux : parts sociales - Conditions de cession des droits sociaux : à l'unanimité - Direction de la société : gérants - tous commandités | - Capital social : 1 € minimum - Nombre d’associés : de 2 à 100 (sauf EURL : 1) - Responsabilité des associés : limitée - Nature des droits sociaux : parts sociales - Conditions de cession des droits sociaux : à la majorité - Direction de la société : gérants - associés ou non | - Capital social : 37 000 € minimum - Nombre d’associés : 7 minimum - Responsabilité des associés : limitée - Nature des droits sociaux : actions - Conditions de cession des droits sociaux : librement - Direction de la société : dans le cadre d'une SA moniste, conseil d'administration avec des administrateurs non nécessairement actionnaires depuis 2008 (entre 3 et 18), un président et un directeur général. Dans le cadre d'une SA dualiste, un conseil de surveillance composé de 3 à 18 membres et d'un directoire composé de membres actionnaires ou non. | - Capital social : 1 € minimum - Nombre d’associés : 2 minimum (sauf SASU : 1) - Responsabilité des associés : limitée - Nature des droits sociaux : actions - Direction de la société : obligatoirement un président | - Capital social : 37 000 € minimum - Nombre d’associés : 4 minimum (un commandité et 3 commanditaires) - Responsabilité des associés : indéfinie pour les commandités, limitée pour les commanditaires - Nature des droits sociaux : actions - Conditions de cession des droits sociaux : à l'unanimité par les commandités, à la majorité pour les commanditaires - Direction de la société : un gérant et un conseil de surveillance composé de trois commanditaires ou non |